# Marian Oprea
Marian Oprea född den 6 juni 1982 i Pitești, är en rumänsk friidrottare som tävlar i tresteg. 
Opreas genombrott kom när han blev världsmästare för juniorer 2000. Hans första seniormedalj vann han vid inomhus-EM 2002 då han slutade tvåa bakom Christian Olsson. Efter att ha missat finalen vid EM 2002 och vid VM 2003 blev han silvermedaljör vid Olympiska sommarspelen 2004 efter ett hopp på 17,55, återigen bakom Olsson. 
Vid VM 2005 blev han bronsmedaljör efter att ha hoppat 17,40. Bronsmedaljör blev han även vid EM 2006 då han hoppade 17,18. Han var i final även vid Olympiska sommarspelen 2008 och slutade då femma efter ett hopp på 17,22.

## Personliga rekord
- Tresteg - 17,81